# Región metropolitana de Campinas
La Región Metropolitana de Campinas (En portugués Região Metropolitana de Campinas), reúne 20 municipios del Estado de São Paulo , fue creada día 19 de junio de 2000.
La región es una de las más dinámicas en el escenario económico brasileño y representa el 1,8% del PIB (producto interno bruto) del país y el 7,81% del PIB de su estado, es decir, unos 105.300 millones de reales. Además de poseer una fuerte economía, la región también presenta una infraestructura que proporciona el desarrollo de toda el área metropolitana.
Según la estimación poblacional del IBGE en 2015, la Región Metropolitana de Campinas llegó a la marca de 3,3 millones
de habitantes, distribuidos en 3.791 km². Es la décima mayor región metropolitana de Brasil y la segunda mayor región metropolitana de São Paulo. La Región Metropolitana de Campinas junto con las áreas metropolitanas vecinas conforma una enorme megalópolis de más de 33 millones de habitantes.

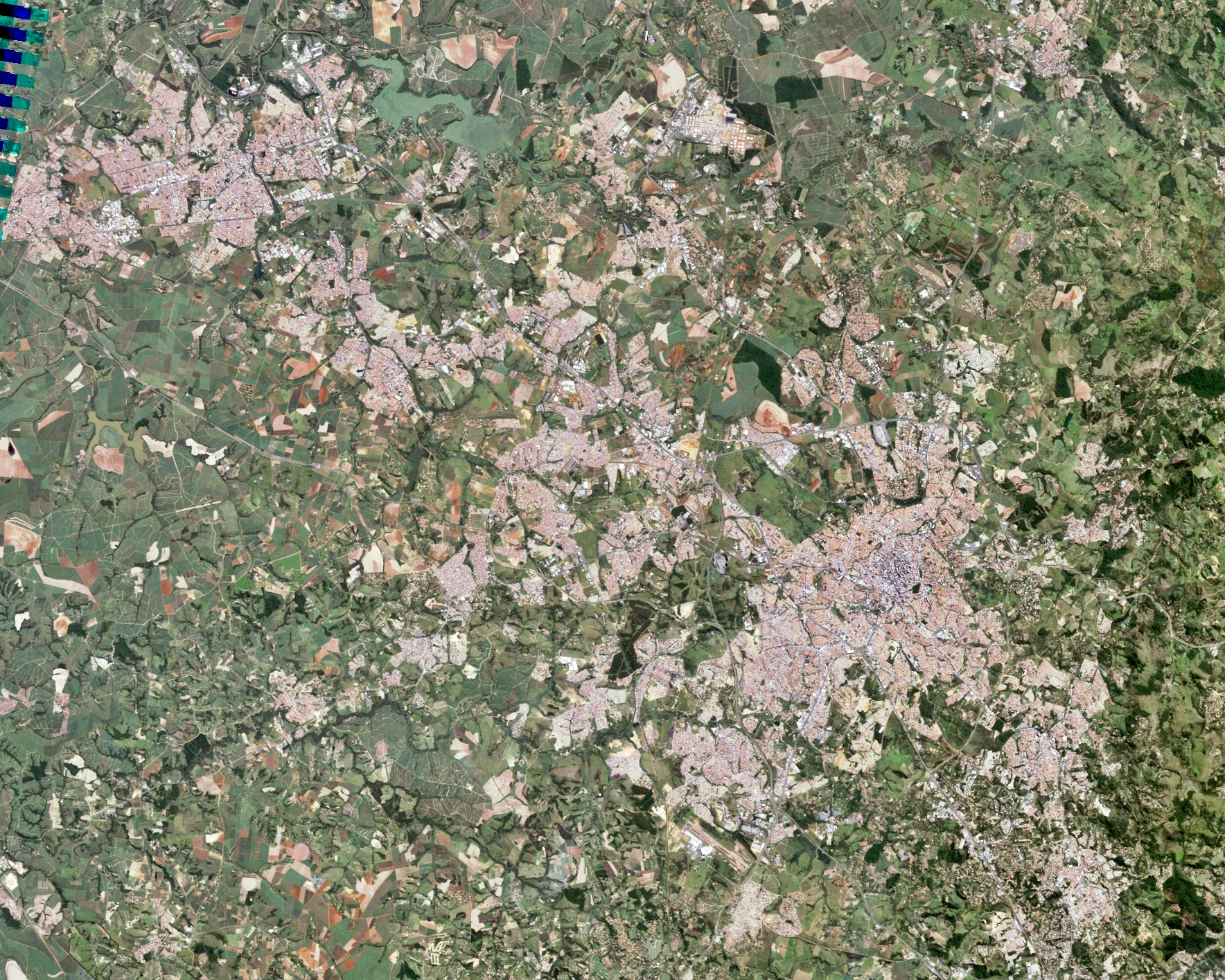
Imagen de satélite de la región
Ubicación de la Región Metropolitana de Campinas
Mapa de los municipios integrantes de la región metropolitana de Campinas.
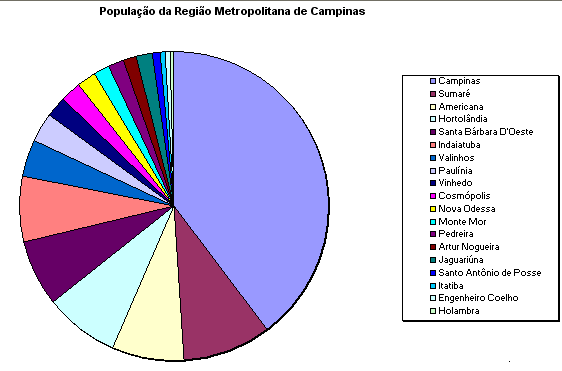
Gráfico de la población de la RMC por ciudad.